# Заргайлам
Заргайлам (чечен. Зарга-лам, что значит «щит-гора», также чечен. Хьалхара лам) — горная вершина в Веденском районе Чеченской Республики Российской Федерации. Находится в восточной части Большого Кавказа; в хребте Заргубиль.
Высота над уровнем моря составляет 1981 метр.
Ближайший населённый пункт — Харачой.